# Jade (Ariège)
Pour les articles homonymes, voir Jade (homonymie).
La Jade est une rivière du sud de la France qui coule dans les départements de l'Ariège et de la Haute-Garonne c'est un sous-affluent de la Garonne par l'Ariège.

## Géographie
De 15,1 km de longueur, la Jade prend sa source sur la commune de Justiniac dans l'Ariège et sert, par intermittence, de frontière entre l'Ariège et la Haute-Garonne et se jette dans l'Ariège en rive gauche sur la commune de Cintegabelle Haute-Garonne.

## Départements et communes traversés
- Ariège : Saint-Quirc, Lissac, Canté, Labatut, Durfort, Justiniac.
- Haute-Garonne : Gaillac-Toulza, Marliac, Cintegabelle.

## Principaux affluents
- Ruisseau de Castex : 4,1 km
- L'Aure de Canté : 7,8 km
- Ruisseau de la Palanquelle : 5,6 km